# ترمیسکی
ترمیسکی (به لهستانی:  Teremiski) یک روستا در لهستان است که در گمینا بیاووویژا واقع شده‌است.